# Не будіть сплячого собаку (фільм, 1991)
«Не будіть сплячого собаку» — радянський художній двосерійний фільм 1991 року, авантюрна комедія. Назва фільму перегукується з англійською приказкою — «Let sleeping dogs lie», яка приблизно за змістом відповідає російській «не буди лихо, поки воно тихо».

## Сюжет
У фільмі показується одна і та ж кримінальна історія, але з двох точок зору. Дія відбувається в Москві і Ялті влітку 1990 року.
Співробітник похоронної контори і великий розкрадач соціалістичної власності Вадим Олексійович насолоджується законною трудовою відпусткою в Ялті, де знайомиться з чарівною співробітницею перукарні (яка на момент знайомства відрекомендувалася як «дочка прокурора республіки») Адою. Після повернення в Москву Вадим Олексійович виявляє, що двері його квартири опечатала прокуратура, а в поштовій скриньці повістка. Щоб зупинити можливо розпочату проти нього кримінальну справу, Вадим готовий заплатити хабар. Серед близьких знайомих його коханки Ади якраз виявляється референт міністра, який береться залагодити проблему. Для цього Вадиму Олексійовичу доводиться розлучитися з усією незаконно нажитою готівкою.
Друга серія розповідає про велике шахрайство, організоване рецидивістом Чибісом, який щойно залишив місця позбавлення волі, і аферистом Гришею. Завданням було знайти підпільного мільйонера (Вадима Олексійовича), після чого до нього застосували метод, близький до того, що Остап Бендер використовував проти Корейка.
Уся ця злочинна компанія не припускала, що давно перебуває під спостереженням міліції, яка тільки й чекала, коли нарешті на світ з'явиться дипломат, набитий купюрами.

## У ролях
- Олексій Жарков —  референт міністра Чайка / Олег Євгенович
- Віктор Павлов —  Вадим Олексійович Фуфачов
- Олена Попова —  Ада Микитівна
- Володимир Етуш —  Григорій Матвійович Живоглаз
- Сергій Бадичкін — епізод
- Микола Бармін —  сивий кооператор
- Сергій Бірюлін — епізод
- Анатолій Бобровський — епізод
- Еммануїл Віторган —  слідчий Борис Васильович Зотов
- Анатолій Голік — епізод
- Вадим Грачов —  одесит Аркадій
- Микола Гудзь — епізод
- Віктор Демерташ — епізод
- Ігор Кашинцев —  директор похоронної контори Петро Романович Пінчуков
- Ірина Лазарева — епізод
- Олександр Литовкин — епізод
- Юрій Мартинов — епізод
- Геннадій Матвєєв — епізод
- Тетяна Новицька — епізод
- Юрій Платонов — епізод
- Володимир Привалов — епізод
- Любов Руденко — епізод
- Сергій Сілкін — епізод
- Володимир Сошальський —  актор-«міністр»
- Віктор Філіппов — епізод
- Олена Борзова —  Олена
- Микола Сморчков — епізод

## Знімальна група
- Автори сценарію:  Володимир Кузнецов
- Режисер:  Анатолій Бобровський
- Оператор:  Анатолій Мукасей
- Художники-постановники:  Георгій Колганов
- Композитор:  Ісаак Шварц
- Продюсер: Ісмаїл Тагі-Заде